# Records de Belgique de cyclisme sur piste
Les records de Belgique de cyclisme sur piste sont les meilleures performances réalisées par des pistards belges.

## Hommes
| Épreuve                                         | Record         | Cycliste                                                             | Date             | Compétition           | Lieu                              | Ref   |
| ----------------------------------------------- | -------------- | -------------------------------------------------------------------- | ---------------- | --------------------- | --------------------------------- | ----- |
| Sprint sur 200 mètres, départ lancé             | 9 s 950        | Ayrton De Pauw                                                       | 30 mai 2018      | Grand Prix de Moscou  | Moscou, Russie                    | [ 1 ] |
| Kilomètre contre-la-montre, départ arrêté       | 1 min 0 s 871  | Ayrton De Pauw                                                       | 12 novembre 2017 | Coupe du monde        | Manchester, Royaume-Uni           | [ 2 ] |
| Sprint sur 750 mètres par équipes départ arrêté | 45 s 540       | Mathijs Verhoeven Runar De Schrijver Tjorven Mertens                 | 10 janvier 2024  | Championnats d'Europe | Apeldoorn, Pays-Bas               | [ 3 ] |
| Poursuite individuelle sur 4 000 mètres         | 4 min 4 s 740  | Noah Vandenbranden                                                   | 18 octobre 2024  | Championnats du monde | Ballerup, Danemark                |       |
| Poursuite par équipes sur 4 000 mètres          | 3 min 45 s 685 | Lindsay De Vylder Fabio Van den Bossche Tuur Dens Noah Vandenbranden | 6 août 2024      | Jeux olympiques       | Saint-Quentin-en-Yvelines, France | [ 4 ] |
| Record de l'heure                               | 55,089 km      | Victor Campenaerts                                                   | 16 avril 2019    |                       | Aguascalientes, Mexique           | [ 5 ] |

## Femmes
| Épreuve                                         | Record         | Cycliste                                                | Date             | Compétition                         | Lieu                     | Ref    |
| ----------------------------------------------- | -------------- | ------------------------------------------------------- | ---------------- | ----------------------------------- | ------------------------ | ------ |
| Sprint sur 200 mètres, départ lancé             | 10 s 779       | Nicky Degrendele                                        | 14 août 2022     | Championnats d'Europe               | Munich, Allemagne        | [ 6 ]  |
| Contre-la-montre sur 500 mètres, départ arrêté  | 34 s 335       | Julie Nicolaes                                          | 15 juillet 2023  | Championnats d'Europe espoirs       | Anadia, Portugal         | [ 7 ]  |
| Kilomètre contre-la-montre, départ arrêté       | 1 min 7 s 287  | Marith Vanhove                                          | 26 janvier 2025  | Championnats de Belgique            | Zolder, Belgique         | ,      |
| Sprint sur 500 mètres par équipes départ arrêté | 34 s 556       | Nicky Degrendele Valerie Jenaer                         | 27 janvier 2023  | International Belgian Track Meeting | Gand, Belgique           |        |
| Sprint sur 750 mètres par équipes départ arrêté | 48 s 824       | Elke Vanhoof Valerie Jenaer Nicky Degrendele            | 8 février 2023   | Championnats d'Europe               | Granges, Suisse          | [ 10 ] |
| Poursuite individuelle sur 3 000 mètres         | 3 min 27 s 932 | Jolien D'Hoore                                          | 2 janvier 2023   | International Belgian Track Meeting | Gand, Belgique           |        |
| Poursuite individuelle sur 4 000 mètres         | 4 min 42 s 154 | Hélène Hesters                                          | 25 janvier 2025  | Championnats de Belgique            | Heusden-Zolder, Belgique | [ 11 ] |
| Poursuite par équipes sur 3 000 mètres          | 3 min 27 s 508 | Jessie Daams Jolien D'Hoore Kelly Druyts                | 16 décembre 2010 | Coupe du monde                      | Cali, Colombie           | [ 13 ] |
| Poursuite par équipes sur 4 000 mètres          | 4 min 20 s 497 | Shari Bossuyt Jolien D'Hoore Annelies Dom Lotte Kopecky | 29 novembre 2019 | Coupe du monde                      | Hong Kong, Hong Kong     | [ 14 ] |